# Agnéré-Koffikro
Agnéré-Koffikro est un village de Côte d'Ivoire, situé dans le département de Dimbokro.
Après la destruction de la clôture de la réserve d'Aboukouamékro en 2002, le village subit des dégâts par les éléphants échappés de cette réserve entre 2014 et 2017. 
Ces dégâts par des éléphants sont également mentionnés en 2022, l'article précisant que les habitants subissent des destructions de leurs champs depuis 2006 et menacent le Ministère des Eaux et Forêts d'abattre les éléphants s'ils ne viennent pas les capturer.